# بیرگیت تریبر
بیرگیت تریبر (آلمانی: Birgit Treiber؛ زادهٔ ۲۶ فوریهٔ ۱۹۶۰) شناگر اهل آلمان است.